# František Vejmelka
František Vejmelka (19. ledna 1895 Kuří u Říčan – 1. března 1968 Ondřejov) byl československý voják, legionář, důstojník a brigádní generál, který bojoval za Československo v první i druhé světové válce. Během nacistické okupace se aktivně zapojoval do protiněmeckého odboje, spolupracoval se vojenskou odbojovou skupinou Bartoš na přípravě pražského povstání, kdy mu coby plukovníkovi byla svěřena vojenská oblast Praha-východ. Po jeho vypuknutí koordinoval povstalce ve Vršovicích, Pankráci, Michli a Žižkově a podílel se na obraně centra města před jednotkami Waffen SS z venkova, především před bojovou jednotkou SS Wallenstein z Benešovska.
V meziválečném období působil na generálním štábu a byl profesorem taktiky pěchoty na Vysoké škole válečné v Praze. V této době též sepsal své odborné pojednání o principech zákopové války. Po komunistickém převratu v Československu se stal obětí perzekuce režimu, kdy byl degradován a vyhozen z armády. Po Sametové revoluci byl František Vejmelka rehabilitován a byl mu udělen in memoriam Kříž obrany státu za zásluhy.

## Vojenská kariéra
Narodil se dne 19. ledna 1895 v obci Kuří u Říčan svobodné matce, která pracovala jako služebná. Vystudoval obchodní akademii.

### První světová válka
Narukoval v březnu 1915 jako jednoroční dobrovolník k pěšímu pluku číslo 102 v Benešově, odkud byl ovšem převelen k uherskému pěšímu pluku č. 90. Dne 26. srpna 1915 byl vyslán na frontu, odkud ovšem zběhl – 7. října byl zajat srbskou armádou – a tím začala jeho legionářská kariéra. Nejprve v Oděse vstoupil do srbské armády, působil v I. dobrovolnickém pluku a vystudoval vojenskou důstojnickou školu. Poté se připojil ke 4. srbskému pluku, s nímž bojoval jako četař na dobrudžské frontě. Zúčastnil se bitev u Karasinanu, Dobromiru, Kokaradže a Amzače. Dne 2. října bojoval v bitvě u Machali a byl těžce raněn, když utrpěl průstřel krku a bodná zranění v oblasti hrudníku a břicha.
Z vážných poranění se však dokázal vyléčit, a tak mohl 2. listopadu 1917 odjet transportem do Soluně, odkud byl převelen do Francie. Zde se připojil k jednotkám československých legií, působil jako velitel kulometné roty 22. československého střeleckého pluku a bojoval v bitvách u Chestres, Terronu a Vouziers. Během působení ve Francii získal hodnost kapitána.

### Meziválečné období
Do Československa se kapitán Vejmelka vrátil na začátku roku 1919. Vystudoval zde Vysokou školu válečnou v Praze a posléze na ní odborně působil, pracoval zde jako profesor taktiky pěchoty. Zároveň v této době publikoval odborné články na téma vojenské strategie, např. roku 1926 vydal článek o strategii a podobě zákopové války, jichž se o deset let dříve osobně účastnil na bojištích v Srbsku a ve Francii.
V roce 1938, kdy byla podepsána Mnichovská dohoda, zastával funkci náčelníka štábu III. polní armády.

### Odboj a velení pražského povstání
Během okupace Československa a za protektorátu působil v protinacistickém odboji. Mimo jiné spolupracoval s vojenskou skupinou Bartoš, kde se společně s generály Karlem Kutlvašrem a Františkem Bürgerem podílel na přípravě pražského povstání. Byl povýšen do hodnosti plukovníka a dostal k velení vojenskou oblast Praha-východ, která zahrnovala oblasti od Žižkova po Braník. Hned po vypuknutí povstání dne 5. května 1945 se chopil iniciativy a začal koordinovat povstalecké jednotky z velitelny na pražském Karlově, v budově kláštera augustiniánů kanovníků, kde v současné době sídlí Muzeum Policie České republiky. Byl fakticky jediným přímým podřízeným hlavního velitele, generála Karla Kutlvašra.
Dokázal překonat nedůvěru mezi ozbrojenými civilisty a cvičenými vojáky a vytvořil z nich spolupracující síly a vtiskl spontánní akci vojenský řád. Pod jeho vedením spojené jednotky povstalců ve dnech 6. a 7. května 1945 zbrzdily a nakonec zastavily postup jednotek Waffen-SS (především SS Wallenstein) od východu. Tyto jednotky se po příchodu do města podílely na vraždění civilistů v Úsobské ulici v Krči (dnes Obětí 6. května). Postup těchto jednotek byl zastaven na jedné z nejmohutnějších barikád, která byla vybudována v oblasti Na Paloučku v Nuslích. Sám plukovník Vejmelka zajišťoval jednotkám přísun zbraní, který nejen organizoval, ale jednou dokonce osobně dovezl hlavice do pancéřových pěstí. Kromě budování barikád využil také k bojům obrněné vlaky, které stály na nádraží ve Vršovicích.

### Po druhé světové válce
V únoru roku 1947 byl František Vejmelka povýšen do vojenské hodnosti brigádního generála. Tato hodnost mu ovšem dlouho nevydržela, hned v únoru 1948 byl udán, že se nedostatečně radoval z vítězství pracujícího lidu a strávil několik týdnů ve vyšetřovací cele. Oproti jiným perzekvovaným velitelům té doby skončil celkem dobře, z rozhodnutí tehdejšího ministra národní obrany Alexeje Čepičky byl dne 13. července 1950 degradován do hodnosti vojína v záloze a propuštěn z armády.
Zbytek života žil František Vejmelka s rodinou ve středočeském Ondřejově. Kvůli komunistickým perzekucím nemohl najít vhodnou práci, v obci proto zastával funkci obecního kronikáře. František Vejmelka zemřel 1. března 1968. Rehabilitace se František Vejmelka dočkal až dlouho po své smrti po Sametové revoluci (v listopadu 1989), kdy mu byla navrácena jeho hodnost. Dne 28. října 2012 mu tehdejší ministr obrany Alexandr Vondra udělil vyznamenání Kříž obrany státu.

## Vyznamenání
- Československý válečný kříž 1914–1918
- Československá medaile Vítězství
- Československá revoluční medaile
- Kříž obrany státu ministra obrany České republiky in memoriam